# Copa Nacional de Baloncesto 2019 (Colombia)
La Copa Nacional de Baloncesto 2019 fue la segunda edición del torneo previo a la temporada 2019 del Baloncesto Profesional Colombiano máxima categoría del baloncesto en Colombia, inició el 15 de marzo.
El campeón fue el club sanandresano B&B Basketball, logrando un cupo para representar a Colombia en la Liga Sudamericana de Baloncesto 2019.

## Segunda fase

### Zona Colombia
Clasificados de las conferencias Centro y Occidente.
| Pos | Equipos              | PTS | PG | PP | PJ | PTFA | PTCO | Desempate |
| --- | -------------------- | --- | -- | -- | -- | ---- | ---- | --------- |
| 1.  | Deportivo Meta       | 0   | 0  | 0  | 0  |      |      |           |
| 2.  | Cimarrones de Chocó  | 0   | 0  | 0  | 0  |      |      |           |
| 3.  | Guerreros de Bogotá  | 0   | 0  | 0  | 0  |      |      |           |
| 4.  | Cafeteros de Armenia | 0   | 0  | 0  | 0  |      |      |           |

### Zona Nacional
Clasificados de las conferencias Raizal y Caribe.
| Pos | Equipos           | PTS | PG | PP | PJ | PTFA | PTCO | Desempate |
| --- | ----------------- | --- | -- | -- | -- | ---- | ---- | --------- |
| 1.  | Hill              | 12  | 6  | 0  | 6  |      |      |           |
| 2.  | Bay Barrack       | 10  | 4  | 2  | 6  |      |      |           |
| 3.  | La Tribu Halcones | 8   | 2  | 4  | 6  |      |      |           |
| 4.  | Caribbean Heat    | 6   | 0  | 6  | 6  |      |      |           |

## Final Four
Los clasificados de la Zona Nacional y Zona Colombiana se enfrentan entre sí, el líder de cada zona enfrenta al segundo de la otra zona.
|  | Semifinales                     | Semifinales          |                                 |  | Final | Final |
|  |                                 |                      |                                 |  |       |       |
|  | San Andrés - 14 de junio, 21:00 |                      |                                 |  |       |       |
|  |                                 |                      |                                 |  |       |       |
|  | B&B Basketball                  |                      |                                 |  |       |       |
|  | San Andrés - 15 de junio, 21:00 |                      |                                 |  |       |       |
|  | Deportivo Meta                  |                      |                                 |  |       |       |
|  | B&B Basketball                  | 72                   |                                 |  |       |       |
|  | B&B Basketball                  | 72                   | San Andrés - 14 de junio, 19:30 |  |       |       |
|  |                                 | Cimarrones del Chocó | 61                              |  |       |       |
|  | Cimarrones del Chocó            | Cimarrones del Chocó | 61                              |  |       |       |
|  |                                 |                      |                                 |  |       |       |
|  | Brooks Hill                     |                      |                                 |  |       |       |
|  | Tercer puesto                   |                      |                                 |  |       |       |
|  |                                 |                      |                                 |  |       |       |
|  |                                 |                      |                                 |  |       |       |
|  |                                 |                      |                                 |  |       |       |
|  | Deportivo Meta                  | 83                   |                                 |  |       |       |
|  | Deportivo Meta                  | 83                   |                                 |  |       |       |
|  | Brooks Hill                     | 73                   |                                 |  |       |       |

| Campeón B&B Basketball Primer Título |